# جبر سیگما

تصویر بصری یک سیگما-جبر با بیضی

در ریاضی، جبر سیگما (گاه جبر {\displaystyle \sigma } یا جبر {\displaystyle \Sigma }، انگلیسی: {\displaystyle \sigma }-algebra) یا میدان سیگما بر روی مجموعه {\displaystyle X}، به مجموعه‌ای از زیرمجموعه‌های {\displaystyle X} گفته می‌شود که تحت انجام تعداد شمارایی از جبر مجموعه‌ای (مانند اجتماع، اشتراک یا متمم)، بسته بماند. یعنی تعداد شمارایی از انجام این گونه جبرها بر روی اعضای جبر سیگما، باز همواره عضوی از آن خواهد بود. به طور دیگر و خلاصه نیز می‌توان، جبر سیگما را به صورت زیر تعریف کرد:
اگر {\displaystyle \Sigma } جبر سیگما بر روی مجموعه {\displaystyle X} باشد، آنگاه:
1. X عضوی از {\displaystyle \Sigma } است.
2. اگر E عضوی از {\displaystyle \Sigma } باشد، آنگاه متمم آن X\E نیز عضوی از {\displaystyle \Sigma } است.
3. اجتماعِ تعداد شمارایی از اعضای {\displaystyle \Sigma } مجدداً در {\displaystyle \Sigma } است.

از ۱ و ۲ مستقیم نتیجه می‌شود که مجموعه تهی نیز عضوی از {\displaystyle \Sigma } است. علاوه بر این با توجه به قوانین دومورگان از 2 و 3 نتیجه می‌شود که اشتراک هر تعداد شمارایی از اعضای {\displaystyle \Sigma } نیز مجدداً در {\displaystyle \Sigma } هست.
جبرهای سیگما که مانند جبر بولی شمارا می‌باشند، نقطه عطف و بنیادین در تعریف، نظریه اندازه و نظریه احتمالات هستند.